# Arctia sicula
Arctia sicula là một loài bướm đêm thuộc phân họ Arctiinae, họ Erebidae.